# Wyższa Szkoła Oficerska Wojsk Zmechanizowanych
Wyższa Szkoła Oficerska Wojsk Zmechanizowanych im. Tadeusza Kościuszki (WSOWZ) – uczelnia wojskowa Sił Zbrojnych PRL i III RP.

## Historia

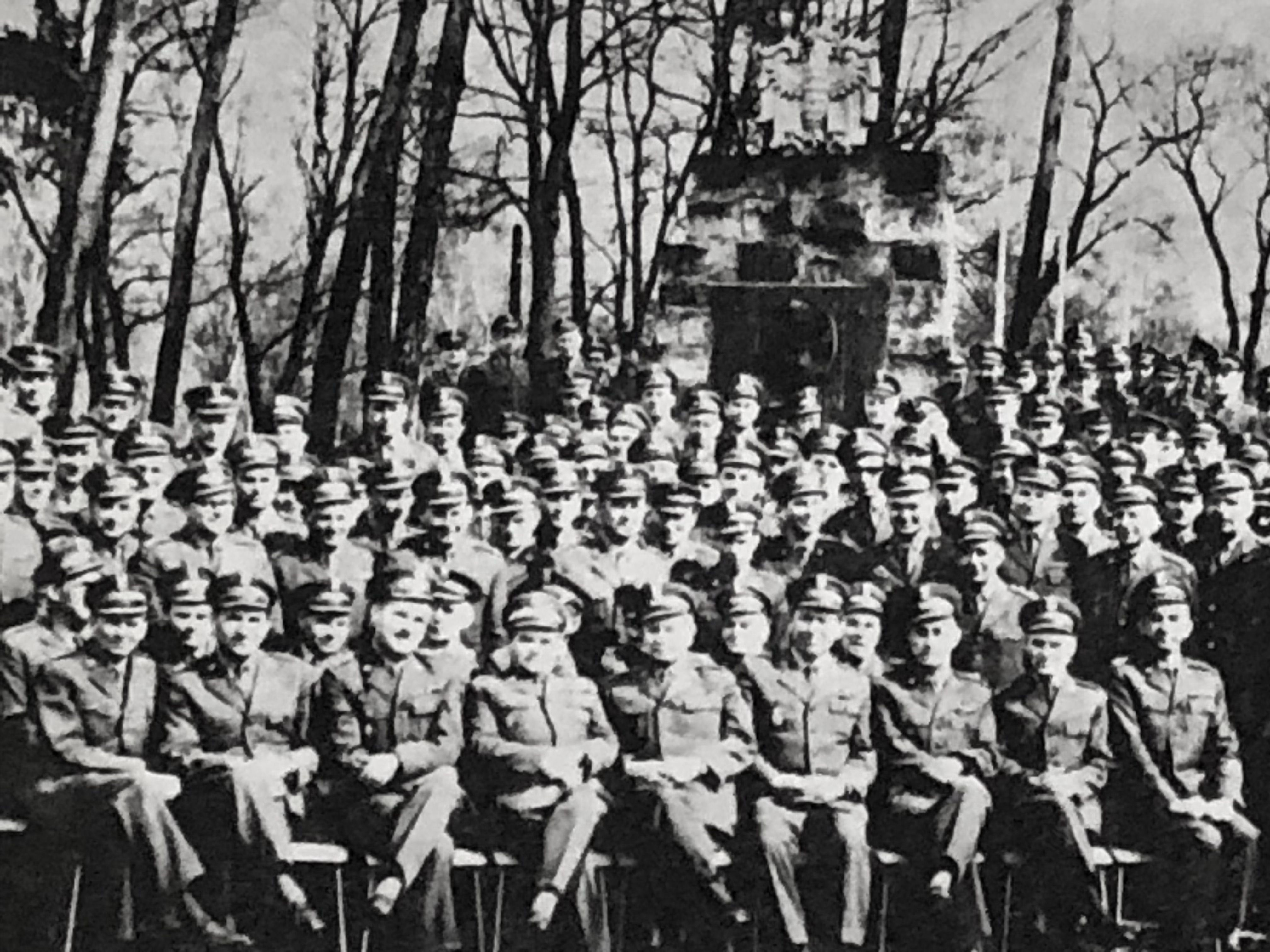
Kadra WSOWZmech we Wrocławiu, 1967

Rada Ministrów, rozporządzeniem z 23 marca 1967 roku, postanowiła podnieść do rangi szkół wyższych dwanaście dotychczasowych szkół oficerskich. Zarządzeniem MON z 20 maja 1967 roku, na bazie Oficerskiej Szkoły Wojsk Zmechanizowanych, utworzono Wyższą Szkołę Oficerską Wojsk Zmechanizowanych im. Tadeusza Kościuszki.
Centralne uroczystości inaugurujące naukę w dziewięciu nowo powstałych wyższych szkołach oficerskich odbyły się 29 listopada we wrocławskiej Hali Ludowej. Ich gospodarzami byli komendanci Wyższej Szkoły Oficerskiej Wojsk Zmechanizowanych im. Tadeusza Kościuszki i Wyższej Szkoły Oficerskiej Wojsk Inżynieryjnych im. Jakuba Jasińskiego.
WSOWZ była największą szkołą oficerską w Wojsku Polskim. Przez blisko 30 lat kształciła kadry oficerskie dla podstawowego rodzaju wojsk lądowych jakim były wojska zmechanizowane. Oprócz tego przygotowywano tam oficerów dla potrzeb jednostek rozpoznawczych i powietrznodesantowych oraz dla wojsk ochrony pogranicza. Jej absolwenci zajmowali kluczowe stanowiska w strukturze Sił Zbrojnych PRL i III RP, co spowodowało, że szkoła używała nieoficjalnego miana „szkoły generałów”.
W 1994 uczelnia połączona została z Wyższą Szkołą Oficerską Inżynierii Wojskowej i otrzymała nazwę – Wyższa Szkoła Oficerska im. Tadeusza Kościuszki.
Rodowód szkoły
- Dywizyjna Szkoła Podchorążych przy 1 Dywizji Piechoty
- Szkoła Oficerska 1 Korpusu Polskiego w ZSRR
- Centralna Szkoła Podchorążych Polskich Sił Zbrojnych w ZSRR
- Oficerska Szkoła Piechoty
- Oficerska Szkoła Piechoty i Kawalerii nr 1
- Oficerska Szkoła Piechoty nr 1
- Oficerska Szkoła Wojsk Zmechanizowanych im. Tadeusza Kościuszki

## Struktura organizacyjna (1987)

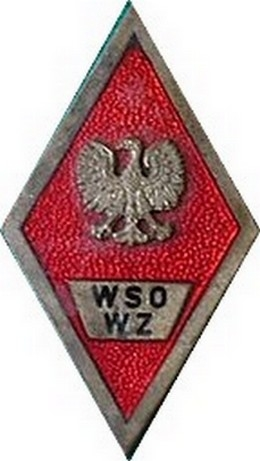
Odznaka absolwenta WSOWZ

- komendant i zastępcy: ds. dydaktycznych, ds. naukowych, ds. liniowych, ds. technicznych, ds. politycznych, kwatermistrz
- oddział kształcenia
- wydział naukowo-badawczy
- wydział ogólny
- wydział polityczny
- wydział techniczny
- sekcja personalna
- sekcja finansowa
- jednostki dydaktyczne
  - katedra przedmiotów ogólnokształcących
  - katedra przedmiotów społeczno-politycznych
  - katedra taktyki ogólnej i rodzajów wojsk
  - zakład szkolenia ogniowego
  - zakład szkolenia technicznego
  - zakład dydaktyki
  - zakład szkolenia spadochronowego
  - zakład wychowania fizycznego
- biblioteka naukowa
- cztery bataliony podchorążych
- batalion zabezpieczenia szkolenia – kompania czołgów[b], kompania transporterów opancerzonych, kompania obsługi
- kompania remontowa
- kompania zaopatrzenia
- klub podchorążego
- biblioteka oświatowa

## Warunki przyjęcia na studia
O przyjęcie do uczelni mogli ubiegać się kandydaci spośród młodzieży cywilnej i żołnierzy służby zasadniczej. Powinni oni posiadać:
- obywatelstwo polskie
- stan wolny
- wiek od 17 do 23 lat
- kategoria zdrowia „A” i zdolność do zawodowej służby wojskowej[c]
- odpowiednie wartości moralno-polityczne
- świadectwo ukończenia szkoły średniej uprawniającej do studiów w szkołach wyższych

Kandydaci wypełniali specjalne formularze podań-ankiet, które można było otrzymać w powiatowych sztabach wojskowych lub w sztabach jednostek wojskowych.
Do podania-ankiety dołączano:
- wyciąg z aktu urodzenia
- świadectwo dojrzałości lub równorzędne świadectwo ukończenia szkoły średniej uprawniającej do studiów w szkołach wyższych
- opinie organizacji politycznej lub społecznej
- dwie fotografie o wymiarach 3,5x4,5 cm
- zobowiązanie do pełnienia zawodowej służby wojskowej po ukończeniu szkoły

Egzamin wstępny obejmował:
- wiadomości o Polsce i świecie współczesnym[e]
- matematykę[f]
- fizykę[g]
- język obcy[h]
- próbę sprawności fizycznej
- badania psychologiczne

## Profile i programy kształcenia
WSOWZ kształciła na poziomie wyższej uczelni zawodowej dowódców dla potrzeb wojsk zmechanizowanych, wojsk obrony wewnętrznej, wojsk powietrznodesantowych oraz ochrony pogranicza. Podchorążowie kończyli kurs samochodowy i uzyskiwali prawo jazdy kategorii „B”. Jej absolwenci byli kierowani na stanowiska: dowódców plutonów piechoty; dowódców plutonów rozpoznawczych w wojskach zmechanizowanych i pancernych; zastępców dowódców strażnic WOP; komendantów granicznych punktów kontroli.
We współpracy z Akademią Wychowania Fizycznego we Wrocławiu kształcono instruktorów wychowania fizycznego, a we współpracy z Uniwersytetem Wrocławskim oficerów pionu polityczno-wychowawczego.
Działy szkolenia
- Dział społeczno-polityczny (12,5% udziału w szkoleniu). Przedmioty: podstawy filozofii marksistowskiej i teorii rozwoju społecznego, ekonomia polityczna i ekonomika wojenna, podstawy nauk politycznych, historia wojskowości, pedagogika wojskowa, praca partyjno-polityczna i kulturalno-oświatowa w wojsku, psychologia wojskowa, socjologia wojska, geografia wojenna krajów Europy Zachodniej
- Dział ogólnokształcący (14,1% udziału w szkoleniu). Przedmioty: matematyka, fizyka, chemia, język rosyjski
- Dział techniczny (19,0% udziału w szkoleniu). Przedmioty: budowa i eksploatacja sprzętu technicznego, prowadzenie pojazdów mechanicznych i wozów bojowych, mechanika techniczna, elektrotechnika i elektronika, rysunek techniczny
- Dział ogólnowojskowy (7,4% udziału w szkoleniu). Przedmioty: regulaminy i przepisy wojskowe, musztra, teoria i praktyka WF, szkolenie gospodarcze, szkolenie medyczno-sanitarne
- Dział specjalistyczno-wojskowy (47,0% udziału w szkoleniu). Przedmioty: taktyka ogólna i rodzajów wojsk (broń rakietowa i artyleria, łączność, inżynieria wojskowa, obrona przed bronią masowego rażenia, topografia wojskowa), wybrane zagadnienia mechanizacji i automatyzacji dowodzenia, teoria organizacji i zarządzania, teoria i praktyka strzelań, szkolenie spadochronowe

Ponadto w specjalności WOP: szkolenie graniczne, szkolenie kontrwywiadowcze i śledcze
Studia trwały cztery lata. Okres ten był podzielony na osiem semestrów, a każdy semestr kończy się sesją egzaminacyjną. Rok szkolny trwał od 1 października do 30 września.
Podchorążemu przysługiwało w każdym roku nauki łącznie 35 dni urlopu. Po promocji absolwenci otrzymywali 30-dniowy urlop wypoczynkowy.
Przez cały okres pobytu w szkole podchorążemu przysługiwało bezpłatne wyżywienie, umundurowanie, zakwaterowanie, pomoc lekarska i niezbędne pomoce szkolne. Podchorążowie otrzymywali uposażenie zasadnicze, którego wysokość wzrastała zależnie od roku nauki, oraz równoważnik za papierosy, a w okresie urlopów – także równoważnik za wyżywienie.
Absolwenci byli mianowani na pierwszy stopień oficerski podporucznika oraz otrzymywali dyplom ukończenia wyższych studiów zawodowych i odpowiedni tytuł zawodowy.

## Komendanci szkoły
- gen. bryg. Zdzisław Kwiatkowski – 1 IV 1967 – 30 IX 1970
- gen. bryg. Kazimierz Stec – do 9 IX 1974
- gen. bryg. Stefan Zieliński – do 28 V 1976
- płk dr Wiesław Stępniewski – do 22 V 1978
- gen. bryg. Leszek Kozłowski – do 29 VII 1983
- gen. bryg. Marian Zdrzałka – 26 XI 1983 – 1987
- gen. bryg. Janusz Ornatowski – 1987-1991
- gen. bryg. Ryszard Lackner – 1991 – 2002

## Odznaczenia nadane szkole
- 8 IV 1968 – Złota Odznaka Honorowa Towarzystwa Przyjaźni Polsko-Radzieckiej nadana przez Zarząd Główny TPPR
- 15 IV 1970 – Srebrna Odznaka Honorowa Polskiego Czerwonego Krzyża nadana przez Zarząd Główny PCK
- 8 X 1973 – Medal Pamiątkowy „Za zasługi w ochronie granic PRL” nadany przez Dowództwa WOP
- 10 XI 1973 – Medal Pamiątkowy „Za osiągnięcia w służbie. wojskowej” nadany przez Ministerstwo Obrany Narodowej.
- 20 XI 1973 – Medal Pamiątkowy „200 rocznica Komisji Edukacji Narodowej” nadany przez Ministerstwo Oświaty i Wychowania.
- 16 XII 1974 – Krzyż za Zasługi dla Związku Harcerstwa Polskiego nadany przez Kwaterę Główną ZHP.
- 9 V 1975 – Order Sztandaru Pracy II klasy nadany przez Radę Państwa PRL
- 10 X 1975 – Odznaka „Za zasługi dla Śląskiego Okręgu Wojskowego” nadana przez Dowództwo ŚOW.
- 4 IX 1978 – Złota Odznaka „Za zasługi w ochronie granic PRL” nadana przez Dowództwo WOP
- 28 VIII 1983 – Order Sztandaru Pracy I klasy nadany przez Radę Państwa PRL